# Hurrikan Pauline (1997)
Hurrikan Pauline war einer der stärksten und folgenreichsten pazifischen Hurrikane, der je in Mexiko wütete. Als 16. tropischer Sturm, achter Hurrikan und 7. schwerer Hurrikan der Pazifischen Hurrikansaison 1997 entwickelt sich Pauline am 5. Oktober 1997 aus einer tropischen Welle, etwa 410 km südsüdwestlich von Huatulco im mexikanischen Bundesstaat Oaxaca. Der Sturm wanderte anfänglich ostwärts, drehte dann aber auf eine nordwestliche Richtung und gewann rasch an Stärke, um Spitzenwindgeschwindigkeiten von 215 km/h zu erreichen. Er zog mit einem kleinen Abstand parallel zur mexikanischen Küste, bevor er, sich abschwächend, auf Puerto Escondido traf und am darauffolgenden Tag auflöste.
Pauline verursachte heftige Regenfälle entlang der mexikanischen Küstenlinie, mit einem Höhepunkt in Acapulco, wo mehr als 400 mm Niederschlag fielen. Starke Überflutungen und Erdrutsche in einigen der ärmsten Gebiete Mexikos töteten zwischen 230 und 400 Personen und machten den Sturm damit zu einem der folgenreichsten Stürme im ostpazifischen Becken, die jemals aufgezeichnet wurden. Der Durchzug des Hurrikans zerstörte oder beschädigte mehrere zehntausend Häuser und hinterließ etwa 300.000 Menschen obdachlos. Der Sachschaden betrug 80 Milliarden Peso (1997 etwa 7,5 Milliarden US-$).

## Sturmverlauf

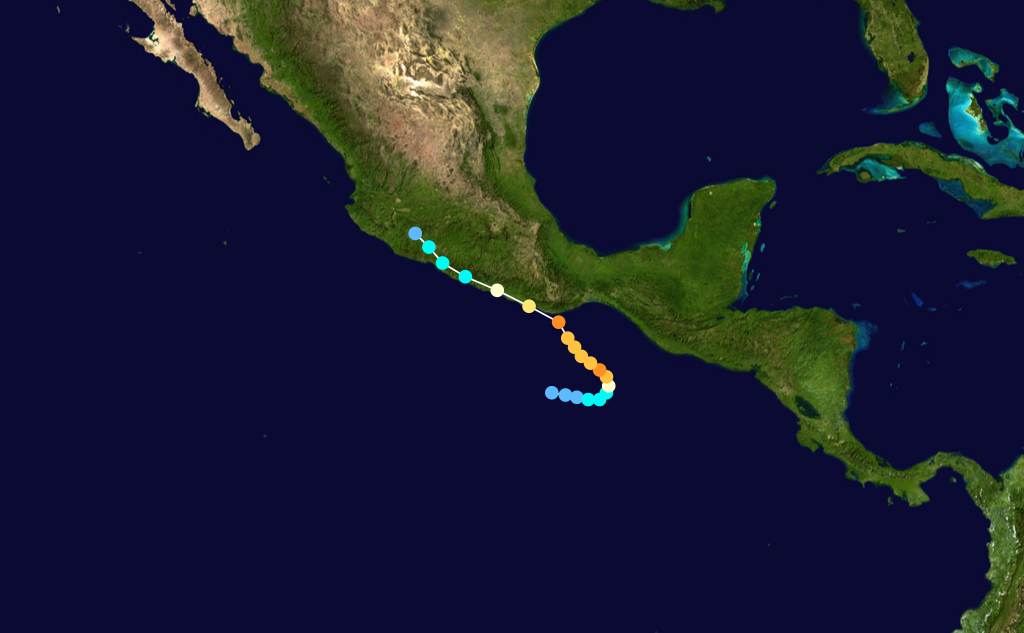
Zugweg des Hurrikans Pauline (1997)

Eine tropische Welle löste sich am 16. September von der afrikanischen Küste. Sie überquerte stetig westwärts den Atlantik, wobei der südliche Teil über den Norden von Südamerika streifte. Am 26. September erreichte die Welle den östlichen Pazifik auf der Höhe von Panama, wo sie sich langsam zu einem System organisierte. Eine schwache bodennahe Rinne erreichte von der Karibischen See aus dem Süden Mexikos und unterbrach dadurch den normalen Fluss der westwärts gerichteten Strömungen. Am 3. Oktober entwickelte die tropische Welle ein abgeschottetes Gebiet mit starker Konvektion und begann in östlicher Richtung auf den Süden Mexikos zuzudriften. Zwei Tage später bildete sich eine bodennahe Luftzirkulation und am Mittag des 5. Oktobers entwickelte sich das System zum Tropischen Tiefdruckgebiet Achtzehn-E, etwa 410 km südsüdöstlich von Huatulco, Oaxaca.
Durch das Fehlen einer vertikalen Windscherung zog das Tief genau nach Osten und organisierte sich stetig besser. Das System entwickelte Windböen und eine dichte Zentralbewölkung und wurde früh am 6. Oktober zum tropischen Sturm Pauline aufgestuft. Pauline befand sich zu diesem Zeitpunkt etwa 475 km südsüdöstlich von Salina Cruz. Ein starkes Hochdruckgebiet absorbierte die Rinne über dem Südosten Mexikos und brachte dadurch Pauline in eine nordöstliche Richtung. Spät am 6. Oktober bildete sich ein Auge und am darauffolgenden Vormittag intensivierte sich Pauline etwa 425 km südöstlich von Salina Cruz zu einem Hurrikan, nachdem sich die Zugrichtung zunächst nach Nord und dann nach Nordwesten geändert hatte.
Pauline verstärkte sich zusehends, nachdem sie zum Hurrikan wurde, mit günstigen Aussichten für die weitere Entwicklung und 18 Stunden nachdem Pauline ein Hurrikan wurde, erreichte der Sturm seinen Höhepunkt. Die Winde des Hurrikans nahmen dann kurzfristig geringfügig ab, aber am 8. Oktober gewann Pauline erneut an Stärke und erreichte 215 km/h, nur eine kurze Distanz vor der mexikanischen Küste. Der Hurrikan drehte dann mehr nach West-Nordwest und wanderte parallel zur Südküste von Oaxaca. Pauline verlor aufgrund des Zusammenspiels mit dem bergigen Festland schnell an Stärke, bevor sie am 9. Oktober bei Puerto Escondido das Festland erreichte. Der Sturm wurde über Land, parallel zur Küste hinziehend, rasch schwächer und löste sich am 10. Oktober über dem mexikanischen Bundesstaat Jalisco auf.

## Vorbereitungen
Die frühen Voraussagen unterschätzten die Intensitätsspitze des Hurrikans Pauline um 95 km/h. Am 7. Oktober, etwa 41 Stunden vor dem Erreichen des Festlandes, gab die mexikanische Regierung eine Hurrikanwarnung für die Küste zwischen Tapachula im Bundesstaat Chiapas bis Punta Maldonado in Guerrero aus. Kurz nachdem der Sturm auf die Küste traf, wurde die Warnung nach Nordwesten ausgedehnt, zunächst bis Manzanillo und später bis Puerto Vallarta. Die Wendung des Sturms nach West-Nordwest war unerwartet und sorgte dafür, dass einige Gebiete nur wenige Stunden vor Eintreffen des Hurrikans eine Sturmwarnung erhielten.
Die mexikanischen Behörden in Puerto Madero schlossen die Hafeneinrichtungen für alle Schiffe, mit Ausnahme der Schiffe auf offener See, die Schutz suchten. Insgesamt schlossen die Behörden sechs wichtige Häfen zwischen Acapulco und Puerto Madero. Der Bundesstaat Oaxaca richtete 75 Notaufnahmelager ein und bereitete 50 Schulgebäude darauf vor, bis zu 10.000 Personen aufzunehmen. Viele Einwohner entfernten leichte Gegenstände von draußen und versiegelten ihre Fenster mit Klebeband.
Die Verantwortlichen in El Salvador erklärten einen landesweiten Alarmzustand, um so besser auf die möglichen Gefahren durch den Hurrikan reagieren zu können. Bewohner von überflutungsanfälligen Gebieten wurden vor möglichen Sturzfluten gewarnt. Weil der Hurrikan dann aber scharf nach Nordwesten abdreht, gibt es keine Berichte über Sach- und Personenschäden aus diesem Land.

## Auswirkungen

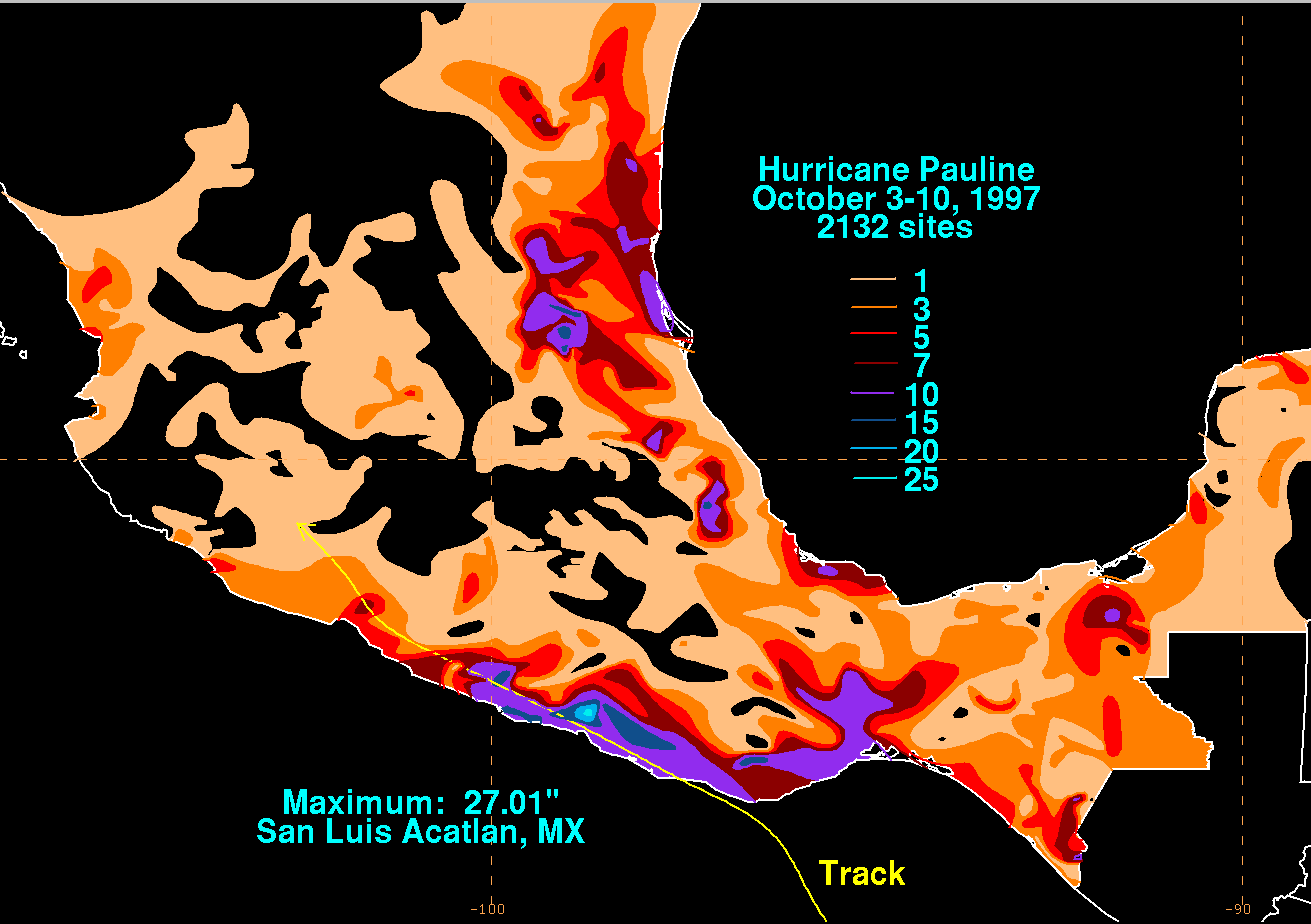
Regenmengen durch Hurrikan Pauline in Mexiko

Von der Passage des Hurrikans gibt es weniger Beobachtungsdaten von der Bodenoberfläche. Die Behörden glauben, dass der Süden Mexikos die Spitzenwinde des Hurrikans abbekommen hat. Puerto Escondido, der Ort, an dem Pauline das Festland erreichte, berichtete über eine Böe mit 125 km/h, die einige Stunden vor der Ankunft des Hurrikans in dem Gebiet gemessen wurde, es gibt aber keine Messungen nach diesem Zeitpunkt. Ein Anemometer in Acapulco hat eine Böe von 95 km/h gemessen, sowie anhaltende Winde von nur 75 km/h, trotzdem glauben die Behörden, dass Pauline ein Hurrikan gewesen ist, als er durch das Gebiet zog.
Der Hurrikan verursachte entlang seines Zugpfades erhebliche Regenfällen, deren Höchstwert 410 mm binnen 24 Stunden in Acapulco gemessen wurde. Verschiedene andere Orte berichten Niederschlagsmengen von über 250 mm zwischen dem 3. und 10. Oktober 1997, wobei der Höchstwert 829 mm aus Puente Jula in der Nähe des Paso Overjas gemeldet wurde. Neun Meter hohe Wellen werden aus Orten entlang der Küste Oaxacas gemeldet, als der Hurrikan auf die Küste traf.
Hurrikan Pauline betraf den Bundesstaat Chiapas nur leicht, aber Oaxaca und Guerrero, zwei der ärmsten Regionen in Mexiko, wurden voll von dem Sturm getroffen. Das am meisten durch den Hurrikan heimgesuchte Gebiet ist die Umgebung von Acapulco. Der Hurrikan verursachte auch schwere Schäden an der Umwelt. Etwa 700 km² niedriggelegenen Regenwaldes sowie Pinien- und immergrüner Eichenwälder wurden im Süden Mexikos weitgehend geschädigt. Starke Wellen verursachten an manchen Abschnitten schwere Stranderosionen. Betroffen sind auch zwei Laichplätze der Oliv-Bastardschildkröten, wobei schätzungsweise 40 Millionen Eier vernichtet wurden. Der tödlichste und schwerste Hurrikan, der Mexiko seit dem Mexiko-Hurrikan 1959 schädigte, verursachte Kosten in Höhe von 80 Milliarden Peso (1997 etwa 7,5 Milliarden US-Dollar).
Die genaue Opferzahl ist nicht bekannt. Innerhalb eines Tages nach dem Sturm wurden 123 Tote bestätigt. Ein Bericht der Vereinten Nationen meldete drei Tage nach dem Sturm 137 Tote. Ein Bericht von Reuters meldete 173 Tote und über 200 Vermisste, wohingegen die Regierung Mexikos eine Erklärung ausgab, nach welcher der Sturm 149 Personen getötet hat. Letztlich berichteten die Medien von einer Opferzahl von mindestens 230 Personen und das Mexikanische Rote Kreuz gab 400 Tote und mindestens 1900 Vermisste an.

### Oaxaca
Für den Staat Oaxaca wurde der Notstand erklärt, kurz nachdem Pauline das Festland erreicht hatte. Pausenlose Regen ließen einen Fluss über die Ufer treten, wodurch 50 Gemeinden in Oaxaca überschwemmt wurden. Die Fluten zerstörten zwei Brücken, beschädigten zwölf Brücken weitere und zahlreiche Gebiete wurden für mehrere Tage von der Versorgung mit Elektrizität, Trinkwasser und Telekommunikationsdiensten abgeschnitten. Der Durchzug des Hurrikans zog zehntausende von Häusern in Mitleidenschaft und hinterließ 250.000 Menschen obdachlos. Mindestens 110 Personen starben im Staat Oaxaca, wo 1278 Gemeinden von der Naturkatastrophe betroffen waren.
Die starke Winde des Hurrikans rissen im Süden des Bundesstaates Bäume und Stromleitungen nieder. Der Hurrikan isolierte Puerto Ángel und eine dortige Marinebasis durch die Unterbrechung der Kommunikationsverbindungen für einige Tage vom Rest Mexikos ab. In Huatulco zerstörten die Winde Antennenanlagen des lokalen Fernsehsenders. 500 Gemeinden in Oaxaca wurden völlig zerstört und die am schlimmsten betroffenen Gebiete waren Zapotecos, Chatino und Mixtecos.

### Guerrero

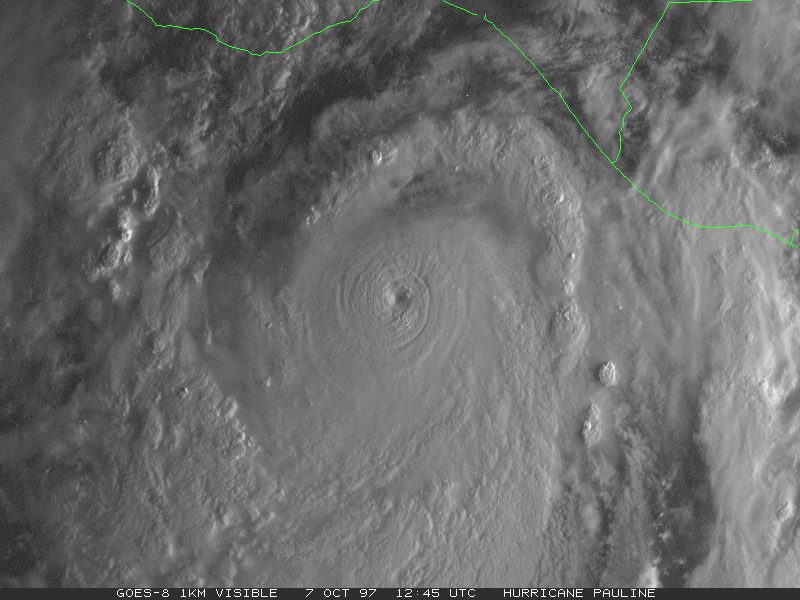
Hurrikan Pauline am 7. Oktober vor der mexikanischen Küste

Heftige Regenfälle führten zu schweren Erdrutschen und Überflutungen im Süden des Bundesstaates Guerrero. Viele Ortschaften wurden fast völlig zerstört und einige blieben nach dem Hurrikan für mehr als eine Woche überflutet. Die Überschwemmung vernichtet die Ernte auf Tausenden von Hektar Ackerland und tötete Vieh. Mehr als 45.000 Einwohner wurden von der Außenwelt abgeschnitten. Der Durchzug des Hurrikans verursachte Schäden an Häusern, Brücken, sowie der Wasser- und Stromversorgung. Nach einer vorläufigen Schätzung starben in Guerrero 123 Menschen, die meisten davon in Acapulco. Vier Tage nach dem Sturm waren über 200 Menschen vermisst, wobei vermutet wurde, dass sie ins Meer gespült oder durch Erdrutsche verschüttet worden waren. In diesem Bundesstaat wurden 50.000 obdachlos.
Eine Woche später traf der tropische Sturm Olaf auf dieselbe Gegend und verursachte auf dem bereits durchweichten Erdreich weitere Erdrutsche und Sturzfluten in den Elendsvierteln an der Bucht von Acapulco. Dort wurden über 5000 Häuser zerstört und 25.000 weitere beschädigt. Die Luxushotels in der Nähe des Strandes waren durch den Hurrikan im Wesentlichen nicht betroffen, wobei die Bewohner der Elendsviertel all ihre Habe einbüßten. Ein Großteil der Stadt war von Schlamm bedeckt, und 70 % Acapulcos waren ohne Wasserversorgung. Die meisten der über eine Million Einwohner der Stadt waren auch ohne Strom oder Telefon.

## Folgen
Freiwillige vom Mexikanischen Roten Kreuz begaben sich mit Such- und Rettungsmannschaften rasch in das Katastrophengebiet, einschließlich von speziell trainierten Hunden zur Suche von verschütteten Hurrikanopfern in den von Erdrutschen betroffenen Gebieten Acapulcos. In den ersten vier Tagen nach dem Sturm wurden durch jedes Suchteam ein bis zwei Opfern dadurch gefunden und Behördenvertreter sagten, dass die Suche Wochen andauern kann. In Guerrero retteten die Mannschaften insgesamt 35 Personen aus höchster Gefahr. In den Stunden nach dem Durchzug des Hurrikans fuhren die Hilfsmannschaften mit Booten durch die Flutgebiete, um in den am stärksten betroffenen Gebieten zu helfen. Das Rote Kreuz stellte Lebensmittel, Trinkwasser, Kleidung, Deckung, Wasseraufbereitungszubehör, Milchpulver und andere unverderbliche Nahrungsmittel, sowie Medikamente für die Menschen in den Notaufnahmelagern in Oaxaca, Guerrero und Chiapas zur Verfügung. Das Mexikanische Rote Kreuz errichtete ebenfalls Unterkünfte um hunderte von geflohenen Menschen unterzubringen. Innerhalb von vier Tagen nach dem Sturm wurden 100 Tonnen Hilfsgüter an die Hurrikanopfer verteilt. In das Gebiet wurden auch medizinische Kräfte entsendet, um den Verletzten zu helfen.
Obwohl die Behörden Wasseraufbereitungsanlagen in Acapulco stationierten, blieb Wasser weitgehend nicht verfügbar. Wassertankwagen wurden in die Stadt geschickt und Tausende standen Schlange, um Trinkwasser zu erhalten. Die Touristen in den Hotels von Acapulco, die vom Sturm weitgehend unbeeinflusst worden waren, waren gezwungen, abgefülltes Wasser zu konsumieren und den Verbrauch einzuschränken, damit für den Rest der Stadt so viel wie möglich abgezweigt werden konnte. Als Folge des Hurrikans kam es in der Stadt zu schweren Preistreibereien. Ein Verbraucherschutzbeauftragter berichtete, dass einige Ladenbesitzer Milch 200 % teurer, Tortillas 500 % teurer als üblich und Mineralwasser für den zehnfachen Preis verkauften. Obwohl durch die Regierung in Acapulco 39 Hilfszentren eingerichtet wurden, waren manche Einwohner nicht in der Lage, Lebensmittel und Trinkwasser zu erhalten. Manche Einwohner beschuldigten Behördenvertreter in Präsident Ernesto Zedillos Partido Revolucionario Institucional, Hilfsgüter zu eigenen Zwecken abzuzweigen. Der Präsident versprach, Maßnahmen zu ergreifen, und entschied, die Hilfszentren zu schließen und stattdessen Suppenküchen einzurichten. Obwohl die mexikanische Armee über die Lebensmittel verfügte, richtete sie weder die Küchen ein noch verteilte sie die Hilfsgüter an die Hilfszentren.
Die Fluten des Hurrikans und ungeklärte Abwässer führten in vielen armen Gebieten im Südwesten Mexikos zu einer allgemeinen Gefahr der Verbreitung von Tropenkrankheiten. Deswegen wurden durch die Gesundheitsbehörden Zentren zur Impfung der Bevölkerung in verschiedenen Städten entlang der Küste von Guerrero und Oaxaca eingerichtet. Tausende wurden gegen Typhus und Tetanus geimpft. Die Behörden registrierten auch eine potentielle Gefahr hinsichtlich der Verbreitung der Dengue-Fiebers und der Cholera aufgrund von verseuchtem Wasser. Ebenso wurde festgestellt, dass Moskitos mit Malaria und Dengue-Fieber wahrscheinlich weitverbreitet in Gebieten mit restlichem Flutwasser brüteten. Zwei Tage nach dem Sturm kam in Acapulco erstmals die Sonne heraus und verdunstete die Nässe, wodurch Dunst mit möglicherweise tödlichen Seuchen über die Region verbreitet wurde. Die Anwohner wurden vor der Kontaminierung durch den Dunst gewarnt und aufgefordert, Lebensmittel und Wasser mindestens dreißig Minuten abzukochen. Mindestens zwanzig Fälle von Cholera und zumindest sechs Fälle von Dengue-Fieber wurden registriert. Durch die Armee wurden Chlortabletten verteilt, um Wassertümpel zu desinfizieren, sowie Schubkarren, um faulenden Schlamm und Abwässer aus den verwüsteten Häusern zu entfernen. Zwei C-130 Hercules und zwanzig Hubschrauber beförderten Lebensmittel und Trinkwasser in einige kleinere Ortschaften südlich von Acapulco, die noch fast eine Woche nach dem Hurrikan von der Außenwelt abgeschnitten waren.
Ein Großteil von Acapulco blieb für mindestens eine Woche nach dem Hurrikan unzugänglich. Anfänglich haben die Behörden den Aufräumarbeiten in touristisch genutzten Gebieten den Vorrang gegeben, was dazu führte, dass die Straßen von den Hotels zum Flughafen schnell in Ordnung gebracht wurden. Der Tourismus ist nach dem Hurrikan stark eingebrochen, was die Hotels veranlasste, bis zu 40 % Nachlass zu geben, um die Kunden zurückzubringen. Eine Fluggesellschaft bot auf der Strecke von Mexiko-Stadt nach Acapulco sogar zwei Flugtickets zum Preis von einem an. Einen Monat später waren die Hotels schon fast wieder normal besetzt.
Die Regierungen von Oaxaca und Guerrero ersuchten UNICEF um Hilfe, speziell um Wasseraufbereitungstechnik und Baumaterial. Die internationale Hilfe konzentrierte sich anfänglich ausschließlich auf Acapulco. Noch eine Woche nach dem Hurrikan blieben 500 Gemeinden im Bundesstaat Oaxaca ohne Hilfe von der Außenwelt und in Guerrero haben einige größere Orte in dieser Zeit keinerlei Hilfsmaterial erhalten. Noch zehn Tage nachdem der Hurrikan zugeschlagen hatte, waren mehr als 20.000 Menschen von den Hilfsmannschaften abgeschnitten und der Präsident befürchtete, dass die Menschen verhungern könnten. Hubschrauber wurden anfänglich in die abgelegenen Gebiete geschickt, aber starke Regenfälle und dichter Nebel hielten die Piloten am Boden.
Der Name Pauline wurde im Frühjahr 1998 von der World Meteorological Organization von der Liste der Namen tropischer Wirbelstürme gestrichen und für die pazifische Hurrikansaison 2003 durch Patricia ersetzt.